# Leszczyny (województwo podlaskie)
Leszczyny – przysiółek w Polsce położona w województwie podlaskim, w powiecie hajnowskim, w gminie Czyże.
W latach 1975–1998 miejscowość administracyjnie należała do województwa białostockiego.
Prawosławni mieszkańcy wsi należą do parafii Wniebowstąpienia Pańskiego w Klejnikach.